# 阿姆夫罗西伊夫卡区
阿姆夫罗西伊夫卡区（烏克蘭語：Амвросіївський район），又按俄语名译为阿姆夫罗西耶夫卡区，是乌克兰顿涅茨克州一个已撤销的区，位于该州东部，俄乌边境。总面积1455平方公里，总人口55072（2013年）。行政中心位于阿姆夫罗西耶夫卡市。
该区在2020年7月18日的乌克兰行政区划改革中被撤销，改革后頓涅茨克州下分为8个区，但只有5个区是在乌克兰政府的实际管辖下。而实际控制此地的顿涅茨克人民共和国在2023年的行政区划改革中保留此区。

## 下辖定居点
根据顿涅茨克人民共和国2023年的行政区划改革，该区下辖1市（阿姆夫罗西耶夫卡）、3市级镇（新阿姆夫罗西伊夫斯凯、库捷伊尼科沃和沃伊科夫斯基）、40个村和29个乡村居民点。